# Coca-Cola
 Der er for få eller ingen kildehenvisninger i denne artikel, hvilket er et problem. Du kan hjælpe ved at angive troværdige kilder til de påstande, som fremføres i artiklen.

 Denne artikel omhandler overvejende eller alene danske forhold. Hjælp gerne med at gøre artiklen mere almen.
Coca-Cola er en sodavand produceret af The Coca-Cola Company. Denne læskedrik blev i 1886 opfundet af apoteker Dr. John Stith Pemberton, da han eksperimenterede med at finde en kur for hovedpine. I stedet fik han udviklet en sirup, som i kombination med kulsyre og vand bliver til Coca-Cola.[kilde mangler]
Første gang Coca-Cola blev produceret i Danmark var i 1934-1943. I 1934 producerede Premier Is Coca-Cola og i 1936, var det Wiibroe, der producerede Coca-Cola. Men produktionen blev indstillet på grund af rationering og handelsrestriktioner under 2. verdenskrig. I 1959 kom Coca-Cola igen til Danmark.
Coca-Cola har været officielt tilgængelig i alle lande i verden, undtagen Cuba og Nordkorea, siden 2012, hvor distribution i Myanmar (Burma) blev genoptaget.

## Markedsføring
Coca-Cola-reklamerne er ofte blevet krediteret for at opfinde det moderne billede af julemanden som en gammel mand i en rød-hvid dragt. Men selv om virksomheden har brugt dette billede siden 1930'erne, var Coca-Cola var ikke det første sodavandsselskab, der brugte dette billede i sin reklame.
Tidligere anvendte Coca-Cola ofte billeder af smart klædte unge kvinder til at sælge sine drikkevarer. Den første reklame af denne type er fra 1895, med den unge skuespillerinde Hilda Clark.[kilde mangler]
Der har i nyere tid været tale om, at Coke Light Taste har et kvindeligheds udtryk, da signalværdien i at drikke produkter med prædikatet "light" ikke er i overensstemmelse med de signaler, mænd ellers ønsker at udsende.[kilde mangler] Derfor har Coca-Cola lanceret Coke Zero Sugar, som i energiprofil og smag minder om Coke Light Taste, men hvor der er ændret i indpakning og produktnavn. Dette skulle få de mandlige kunder til at være mere positivt stemte overfor Coke Zero Sugar end for Coke Light Taste.[kilde mangler] Coke Zero Sugar blev lanceret i Danmark d. 15. januar 2007 efter at være blevet lanceret i store dele af verden i 2006. Blandt andet på grund af Carlsbergs markedsføring blev Coca-Cola Zero Sugar hurtigt en succes.[kilde mangler] I dag er Danmark det land i verden, hvor der bliver drukket mest Coke Zero Sugar per indbygger.[kilde mangler]
Da Coca Cola blev lanceret i Danmark kørte man rundt i lastbiler fyldt med Cola, fra by til by og forærede Cola gratis væk i et forsøg på at få danskerne til at tag den nye søde drik til sig, hvad jo også lykkes.[kilde mangler]

## Coca-Cola i Danmark
Første gang Coca-Cola blev produceret i Danmark var i perioden 1934-1943. Men produktionen blev indstillet på grund af rationering og handelsrestriktioner under 2. verdenskrig. I 1959 kom Coca-Cola igen til Danmark. Coca-Cola blev solgt i glasflasker frem til 1990'erne i størrelserne 0,25 liter flaske med kapsel, 0,5 og 1 liter flasker med skruelåg. I 1990'erne udgik 0,5 liter glasflasken af sortimentet og alle andre flasker end 0,25 liter flasken blev fremstillet af plast.
Da Coca-Cola kom til Danmark i anden omgang, i slutningen af 1950'erne, var det udelukkende i 19 cl. glasflasker, der blev distribueret i gule trækasser med 24 stk i hver. Tapperiet var ejet af firmaet DADEKO der lå i forbindelse med SOLBJERG MEJERIERNE på Nyelandsvej på Frederiksberg. Den tidligere professionelle fodboldspiller, John Hansen ("Lange John") var i mange år salgschef i firmaet.

## Forskellen på Coca-Cola Classic, Coca-Cola Light og Coca-Cola Life
Coca-Cola, og sodavand generelt, forbindes med fedme. Coca-Cola Light anses ofte for at være et sundere alternativ til Coca-Cola Classic. Sødemidlet aspartam er imidlertid et ret omdiskuteret produkt. Derfor er der lanceret Coca-Cola Life, som er sødet med steviol. Et andet ankepunkt i relation til sundheden omkring cola er, at disse indeholder så store mængder fosforsyre, at de giver syreskader på tænderne. Se artiklen: "Aspartam" vedrørende helbredsvirkninger for dette sødestof og artiklen: "Sodavand" vedrørende den generelle kritik af sukkerfri sodavand.

## Coca-Cola varianter i Danmark pr. 2022

### Coca-Cola Classic
- Coca-Cola

Coca-Cola er en sodavand produceret af The Coca-Cola Company. Denne læskedrik blev i 1886 opfundet af apoteker Dr. John Stith Pemberton, da han eksperimenterede med at finde en kur for hovedpine. I stedet fik han udviklet en sirup, som i kombination med kulsyre og vand bliver til Coca-Cola.[kilde mangler]
- Coca-Cola Lemon

Coca-Cola Lemon er en variant tilknyttet Coca-Cola Classic-familien, og er med citron-smag. Varianten er kendt i lande som Sverige og Norge, der tidligere er blevet introduceret for varianten.[kilde mangler]

### Coca-Cola Light
- Coca-Cola Light

Coca-Cola Light Taste er det navn, der benyttes på det danske marked for "the Coca-Cola Companys" Diet Coke, som blev lanceret i 1982 i USA. Cola Light (eller Diet) er en sodavand med kunstigt sødemiddel, der i stedet for at være sødet med sukker indeholder kunstige sødemidler, hvor det mest udbredte sødemiddel er aspartam. Det betyder, at Coca-Cola Light er en næsten helt kaloriefri drik. Coke Light indeholder koffein (ligesom den originale Coca-Cola), hvilket gør, at den har en begrænset opkvikkende effekt.

### Coca-Cola Zero Sugar
- Coca-Cola Zero Sugar

Coca-Cola Zero Sugar er ligesom Coca-Cola Classic men ikke tilsat sukker, heraf navnet 'Zero Sugar'. Det er en hypokalorisk (0.3 kcal per 100ml) variant af Coca-Cola, specifikt markedsført til mænd, der associerede "light"-drikke med kvinder. Den bliver markedsført som havende en smag stort set lig Coca-Cola Classic, i modsætning til Coca-Cola Light Taste, der har en anden smagsprofil.
- Coca-Cola Zero Sugar Cherry

Coca-Cola Zero Sugar Cherry (mest kendt som Cherry Coke Zero Sugar) er en sukkerfri version af den normale Coca-Cola med kirsebærsmag. Cherry Coke (med sukker) blev først lanceret i USA i 1985, Cherry Coke blev introduceret i Danmark i 2009. I 2022 valgte Coca-Cola at relancere Cherry Coke som Zero Sugar-version i Danmark.
- Coca-Cola Zero Sugar Lemon

Coca-Cola Citron Zero Sugar er en variant tilknyttet Coca-Cola Zero Sugar-familien, og er med citron-smag uden sukker. Varianten er kendt i lande som Sverige og Norge, der tidligere er blevet introduceret for varianten.[kilde mangler] Varianten er også kendt i Tyskland og England, men som produkt fra Coca-Cola Light Taste-familien. Denne var også tilgængelig i Danmark i 2007.

## Tidligere Coke-produkter i Danmark
- Coca-Cola Light Taste Lime

Den 29. Januar 2020 meldte Carlsberg ud i en pressemeddelelse, at Coca-Cola Light Taste Lime ville komme til Danmark. Coca-Cola Light Taste Lime er en smag inden for Coca-Cola Light Taste-kategorien. Varianten er bl.a. kendt i lande som USA og England. Varianten udgik fra de danske butikker ved udgangen af 2021.
- Coca-Cola Light Taste Exotic Mango

Den 29. Januar 2020 meldte Carlsberg ud i en pressemeddelelse, at Coca-Cola Light Taste Exotic Mango ville komme til Danmark Coca-Cola Light Taste Exotic Mango er en smag inden for Coca-Cola Light Taste-kategorien. Varianten er bl.a. kendt i lande som Sverige og Tyskland. Varianten udgik fra de danske butikker i udgangen af 2021.
- Coca-Cola Energy Classic

Coca-Cola Engery Classic blev introduceret i Danmark i august 2019 og er Coca-Colas første energidrik.[kilde mangler] Coca-Cola Energy Classic indeholder koffein, guarana-ekstrakt, B-vitaminer. Coke Energy Classic udgik i Danmark i 2021.
- Coca-Cola Energy No Sugar

Coca-Cola Engery No Sugar blev introduceret i Danmark i august 2019 og er Coca-Colas første energidrik uden sukker.[kilde mangler] Coca-Cola Energy No Sugar indeholder koffein, guarana-ekstrakt, B-vitaminer. Coke No Sugar Energy udgik i Danmark i 2021.
- Coca-Cola Life

Coca-Cola Life er en variant af Coca-Cola som er tilsat stevia og indeholder 35% færre kalorier end den normale røde Coca-Cola.
Coca-Cola Life kom første gang til Chile og Argentina i foråret 2013 på prøve.[kilde mangler] Den blev som det første europæiske land introduceret i Storbritannien i september 2014 og kom til Danmark d. 1. januar 2016. Coca-Cola Life blev fjernet fra det danske marked i januar 2019 grundet mindre gode salgstal fra Coca-Cola ligesom i Sverige og Norge, hvor varianten nu også er fjernet.
- Coca-Cola Zero Sugar Kanel

Coca-Cola Kanel Zero Sugar blev introduceret på det danske marked i oktober 2019. Varianten var en blanding mellem Coca-Cola Zero Sugar og Kanel og som allerede var kendt i flere lande i verden, herunder England, USA og Finland. Coke Kanel Zero Sugar var en limited edition-vare i forbindelse med julen, og var derfor kun på markedet i månederne op til julen 2019.
- Coca-Cola Zero Sugar Hindbær

Coca-Cola Zero Sugar Hindbær blev introduceret på det danske marked i januar 2019. Smagsvarianten var med et strejf af hindbær. Coca-Cola meldte ud i en kommentar på Facebook d. 16. september 2019, at de ville udfase Coca-Cola Zero Sugar Hindbær og erstatte den med Coca-Cola Zero Sugar Citron i Danmark efter mindre gode salgstal.
- Coca-Cola Classic Vanilla

Coca-Cola Vanilla blev lanceret i Danmark i februar 2013. Sammensætningen af Coca-Cola med vanilje blev testet for første gang i 1982 på en messe i Knoxville, Tennessee, men det var ikke før 2002, at læskedrikken blev lanceret i forskellige dele af verden. Drikken blev fjernet fra det danske marked i december 2018.
- Coca-Cola Classic Lime

 Coca-Cola Lime  blev lanceret i sommeren 2006 og var en sammensætning af Coca-Cola og Lime. Varianten var kun tilgængelig i sukker-version. Drikken udgik fra det danske marked i vinteren 2007.
- Coca-Cola Light Lemon

 Coca-Cola Light Lemon var en cola-variant uden sukker, med citron-smag. Coca-Cola Light Lemon blev i sommeren 2007[kilde mangler] sat ud på markedet som prøve produkt i sommertiden. Coca-Cola Light Lemon er ikke længere tilgængelig i Danmark.
- Coca-Cola Light Plus

Coca-Cola Light Plus var en vitaminberiget cola, der kortvarigt var på det danske marked.